# FN:s säkerhetsråd

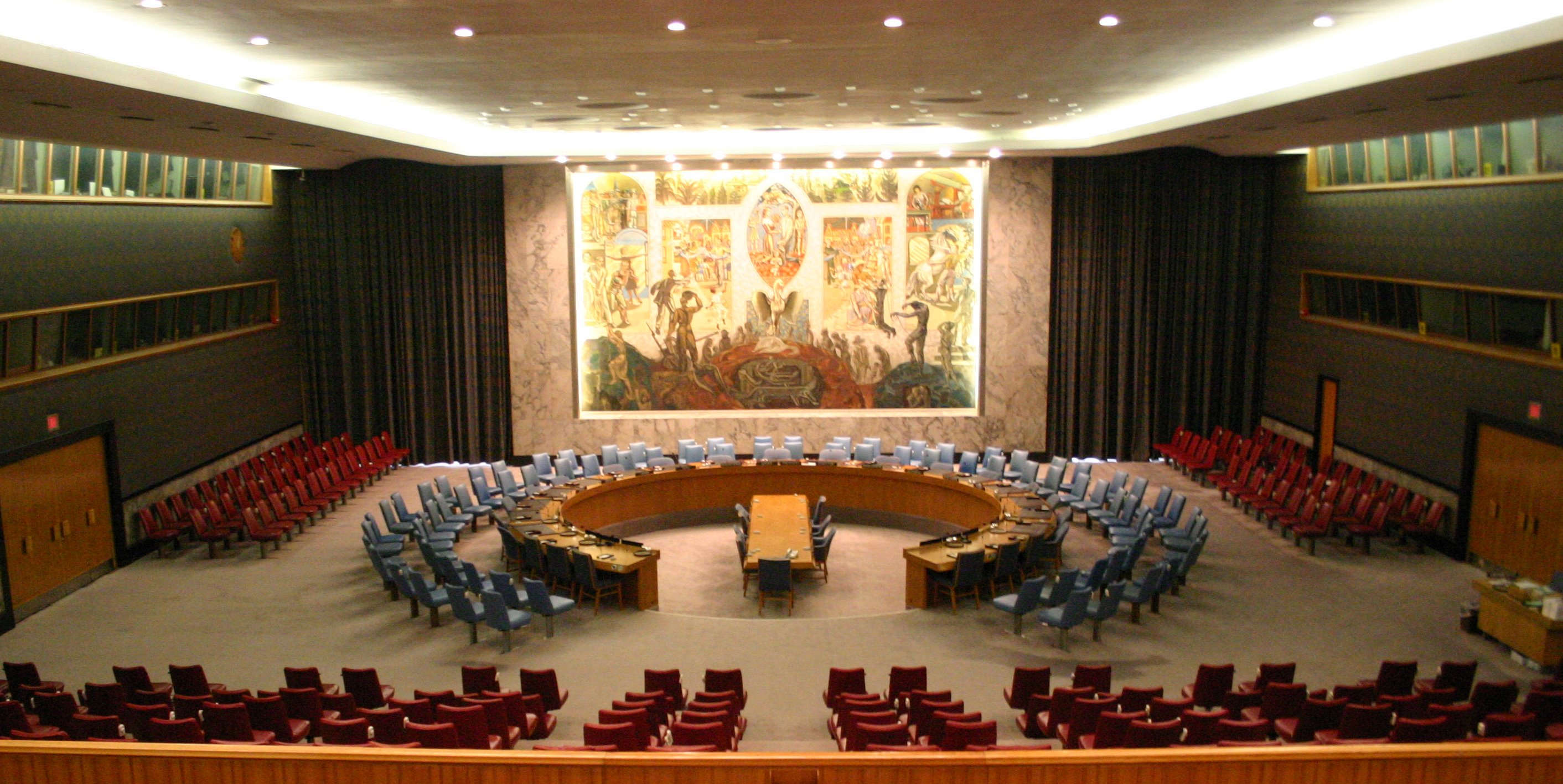
Säkerhetsrådssalen i FN-högkvarteret i New York. Målningen är utförd av Per Krohg (1952).

FN:s säkerhetsråd eller säkerhetsrådet (engelska: Security Council, SC) är ett av Förenta nationernas sex huvudorgan och har mycket stor makt i FN. Dess uppgifter, organisation och befogenheter regleras av FN-stadgans kapitel 5, där det står att rådet bland annat ansvarar för "upprätthållande av internationell fred och säkerhet".
Rådet består av femton stater:
- The permanent five (P5): Folkrepubliken Kina, USA, Frankrike, Storbritannien och Ryssland
- The elected ten (E10): stater med tvååriga mandatperioder

## Rådet

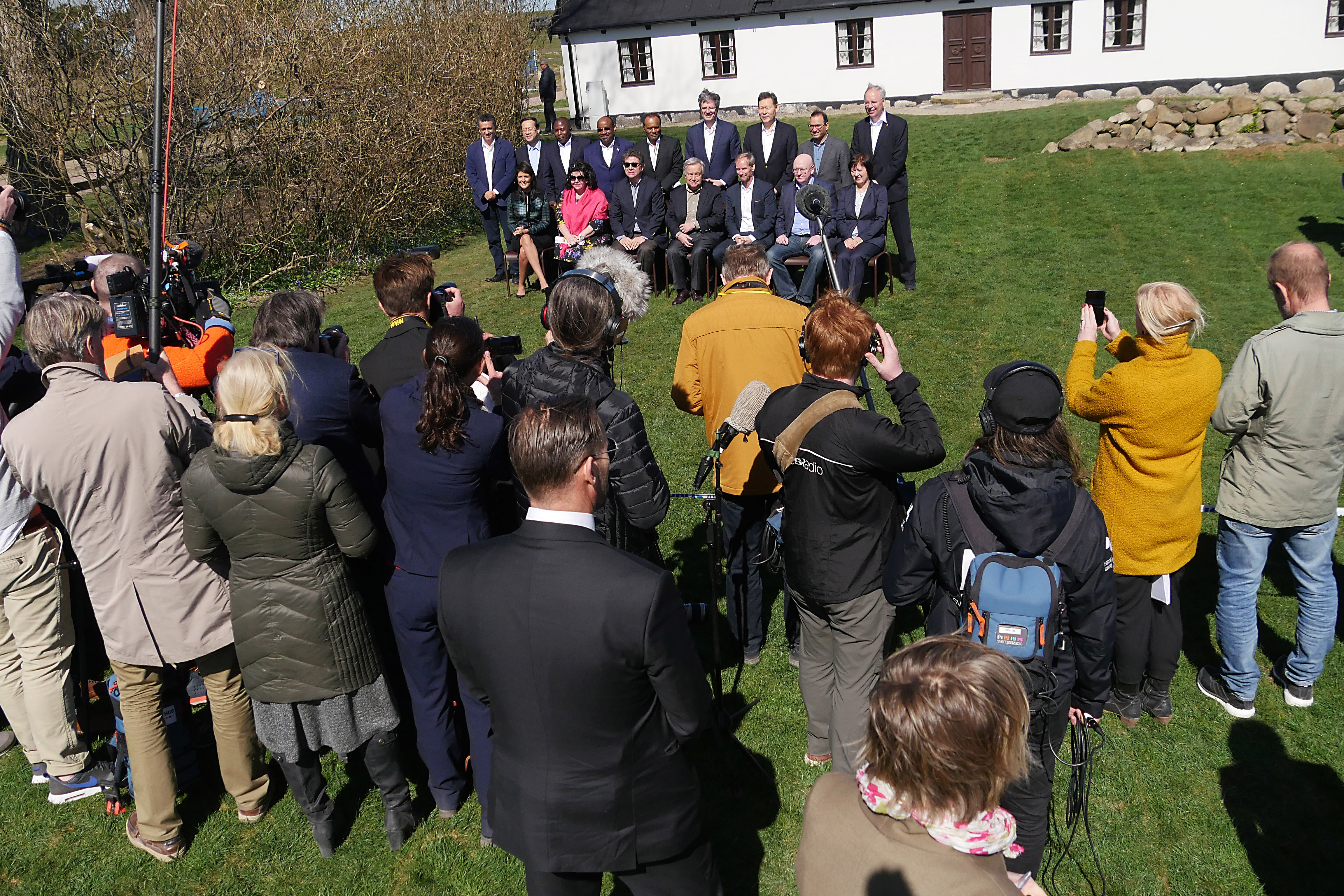
FN:s säkerhetsråd tillsammans med generalsekreteraren Antonio Guterres utanför Backåkra 21 april 2018.

Sammanlagt ingår femton stater, och de som inte är ständiga väljs av generalförsamlingen vartannat år, så att fem stater ersätts varje år. Samtliga medlemsstater måste ha en ständig representant i New York, där rådet sammanträder i ett särskilt sammanträdesrum i FN-högkvarteret i New York. Antalet sammanträden varierar kraftigt från ett år till ett annat: 1959 hade rådet endast ett par möten medan 1947 och 1993 omkring 170 möten. Ett möte varar i regel i flera dagar.
Enligt stadgan har säkerhetsrådet bland annat till uppgift att utreda hot och brott mot freden, upprätthålla freden i världen, ge rekommendationer hur oroligheter bäst dämpas, att råda medlemsstaterna om ekonomiska eller andra sanktioner, att besluta om militära insatser, att rekommendera nya medlemsstater till FN, och att föreslå generalsekreterare för val i generalförsamlingen.
Säkerhetsrådets resolutioner föranleds av initiativ av någon medlem i rådet vid hot eller brott mot freden, som leder till slutna konsultationer och sist ett formellt öppet möte där ett förslag antas eller avslås med handuppräckning. För att en resolution ska antas krävs dels att ingen permanent medlemsstat lägger in sitt veto, dels att minst nio av medlemsstaterna stöder förslaget. Säkerhetsrådets fredsbevarande operationer är en central funktion, och till sitt förfogande har rådet även ett militärt stabsutskott. Det är alltså säkerhetsrådet som organiserar FN:s trupper och militära observatörer som är förlagda i oroliga områden (FN-stadgan, kap. 6–7), även om Generalsekreteraren upprättat några, till exempel UNEF I av Dag Hammarskjöld 1956 genom en kontroversiell omtolkning av stadgan. Dessutom har säkerhetsrådet flera kommittéer, ständiga och tillfälliga, och internationella krigstribunaler.
I april 2018 hölls säkerhetsrådets årliga informella arbetsmöte på Dag Hammarskjölds Backåkra utanför Ystad. Det var första gången som det här mötet hölls utanför New York.
Säkerhetsrådet har mycket stor makt i FN.

### Permanenta medlemmar
De fem permanenta medlemmarna (P5) har vetorätt i alla beslut i säkerhetsrådet. Dessa fem är Folkrepubliken Kina, USA, Frankrike, Storbritannien och Ryssland, före detta Sovjetunionen.
| Stat           | Region |
| -------------- | ------ |
| Kina           |        |
| USA            |        |
| Frankrike      |        |
| Storbritannien |        |
| Ryssland       |        |

### Invalda medlemsstater
| Stat         | Region                    |
| ------------ | ------------------------- |
| Algeriet     | Afrika                    |
| Guyana       | Latinamerika och Karibien |
| Sierra Leone | Afrika                    |
| Slovenien    | Östeuropa                 |
| Sydkorea     | Asien                     |

| Stat     | Region                    |
| -------- | ------------------------- |
| Danmark  | Västeuropa och övrigt     |
| Grekland | Västeuropa och övrigt     |
| Pakistan | Asien                     |
| Panama   | Latinamerika och Karibien |
| Somalia  | Afrika                    |